# Han Chi-hwan
Dans ce nom coréen, le nom de famille, Han, précède le nom personnel.
Han Chi-hwan (hangul:한지환, hanja:韓志煥, né le 28 octobre 1986 à Séoul est un membre de l'association des masculinistes coréens. 

## Biographie
Han Chi-hwan est né à Mokdong à Seoul. Il a été un netizen actif pendant sa jeunesse. Dans les années 2000, il a publié des tribunes et tenu des positions anti-féministes et anti-discrimination aux côtés de Sung Jae-ki, Chung Chae-ki et Kim Jae-kyong. 
En 1999, il s'oppose à l'abolition des points bonus dans le cadre militaire. Il affirme que les femmes sont capables d'effectuer un service militaire et que le refus du service militaire au féminin constitue de la discrimination sexuelle. En 2003, il participe au club pour l'égalité des genres dans le service militaire(남녀공동 병역의무 추진위원회). qu'il quitte un an plus tard. En 2004, il s'engage dans des études idéologiques, dans les pas de Chung Chae-ki.
Dans les années 2000 il s'oppose à l'instauration de quotas pour la parité homme-femme (여성 가산점) en Corée du Sud. Il met en avant que les femmes ont les mêmes capacités que les hommes. De 2004 à 2005, il soutient la suppression du système hoju qu'il considère comme un vestige du patriarcat coréen. 

## Livre
- "Féminisme pour le masculinisme et les mouvements des droits des hommes" (페미니즘에 대한 남성학과 남성운동; 2007)